# Gebhard II. (Regensburg)
Gebhard II. († 17. März 1036) war der 15. von Bischof von Regensburg von 1023 bis 1036.
Gebhard II. war ein Augsburger Kanoniker und über Bucca, der Mutter des Ulrich von Zell, auch mit Ulrich von Augsburg verwandt. Der Hofkaplan Wipo würdigt die „gütige Gesinnung“ des Bischofs.